# Kresnik (priimek)
Kresnik je priimek več znanih Slovencev:
Kresnik, Krsnik in Kersnik so priimki, ki izvirajo bodisi iz imena boga Kresnika, iz čarovnikov Kresnikov/Krsnikov ali enostavno iz besede kres za obliko ognja.

## Znani nosilci priimka
- Barbara Kresnik, glasbenica tolkalistka
- Jakob Kresnik (1894—?), čebelar
- Jan Kresnik (*1992), kolesar
- Johann (Hans) Kresnik (1939—2019), baletni plesalec, režiser in koreograf gledališča Bremen in baletni direktor v Heidelbergu
- Matija Kresnik (1821—1890), ljudski pesnik - "bukovnik"
- Peter Kresnik (1850—1928), gradbenik, hidrotehnik, profesor na Dunaju in v Brnu
- Peter Kresnik (1904—1942), inž. elektrotehnike, projektant (ljubljanski tramvaj); ustreljen kot talec
- Štefan Kresnik (*1944), likovni pedagog, grafični oblikovalec, slikar
- Viktor Kresnik, godbenik v Lj (+ 2013)
- Vladimir Kresnik (1920—2015), slovensko-švicarski zdravnik patolog in publicist